# 巴贝 (葡萄牙堂区)
巴贝 (葡萄牙堂区)是葡萄牙布拉干萨区的一个堂区。总面积25.51平方公里，总人口277人，人口密度10.9人/平方公里。